# Az Újpest FC 2025–2026-os szezonja
Az Újpest FC a 2025–2026-os szezonban az NB1-ben indult, miután a 2024–2025-ös NB1-es szezonban hetedik helyen zárta a bajnokságot.

## Változások a csapat keretében
A vastaggal jelzett játékosok felnőtt válogatottsággal rendelkeznek.

### Érkezők
| Dátum            | Név              | Nemzet    | Poszt       | Kor | Honnan              | Szerződés megnevezése | Átigazolási időszak | Szerződés vége | Átigazolás összege | Forrás |
| 2025. június 5.  | Juhász Bence     | magyar    | kapus       | 19  | Mezőkövesd Zsóry FC | átigazolás            | 2025. évi nyári     | Nem publikus   | Nem publikus       | [ 2 ]  |
| 2025. június 19. | Aljoša Matko     | szlovén   | csatár      | 25  | NK Celje            | átigazolás            | 2025. évi nyári     | Nem publikus   | Nem publikus       | [ 3 ]  |
| 2025. június 21. | Arijan Ademi     | macedón   | középpályás | 34  | GNK Dinamo Zagreb   | szerződést bontott    | 2025. évi nyári     | Nem publikus   | ingyen             | [ 4 ]  |
| 2025. július 3.  | Iuri Medeiros    | portugál  | csatár      | 30  | Hapóél Beér-Seva FC | szerződést bontott    | 2025. évi nyári     | Nem publikus   | ingyen             | [ 5 ]  |
| 2025. július 5.  | Gleofilo Vlijter | surinamei | csatár      | 25  | OFK Beograd         | átigazolás            | 2025. évi nyári     | Nem publikus   | Nem publikus       | [ 6 ]  |
| 2025. július 16. | Tiago Gonçalves  | portugál  | védő        | 24  | FC Hermannstadt     | átigazolás            | 2025. évi nyári     | Nem publikus   | Nem publikus       | [ 7 ]  |

### Kölcsönből visszatérők
| Dátum        | Név              | Nemzet | Poszt       | Kor | Honnan                   | Átigazolási időszak | Szerződés vége | Forrás |
| ------------ | ---------------- | ------ | ----------- | --- | ------------------------ | ------------------- | -------------- | ------ |
| 2025. június | Baranyai Nimród  | magyar | hátvéd      | 21  | Kazincbarcikai SC        | 2025. évi nyári     | Nem publikus   | [ 8 ]  |
| 2025. június | Ognjen Radošević | szerb  | középpályás | 21  | Nyíregyháza Spartacus FC | 2025. évi nyári     | Nem publikus   | -      |

### Távozók
| Dátum              | Név                   | Nemzet   | Poszt       | Kor | Hova                 | Szerződés megnevezése | Átigazolási időszak | Szerződés vége | Átigazolás összege | Forrás |
| ------------------ | --------------------- | -------- | ----------- | --- | -------------------- | --------------------- | ------------------- | -------------- | ------------------ | ------ |
| 2025. június 16.   | Mamoudou Karamoko     | francia  | csatár      | 26  | FC København         | kölcsönből vissza     | 2025. évi nyári     | Nem publikus   | –                  | [ 9 ]  |
| 2025. június 16.   | Mucsányi Márk         | magyar   | középpályás | 23  | Diósgyőri VTK        | lejárt a szerződése   | 2025. évi nyári     | –              | ingyen             | [ 9 ]  |
| 2025. június 16.   | Genzler Gellért       | magyar   | kapus       | 22  | klub nélküli         | lejárt a szerződése   | 2025. évi nyári     | –              | ingyen             | [ 9 ]  |
| 2025. június 16.   | Simeon Ajanah-Chinedu | nigériai | hátvéd      | 24  | klub nélküli         | lejárt a szerződése   | 2025. évi nyári     | –              | ingyen             | [ 9 ]  |
| 2025. június 23.   | Varga Balázs          | magyar   | középpályás | 21  | Budafoki MTE         | kölcsönbe             | 2025. évi nyári     | 2026. 06. 30.  | –                  | [ 10 ] |
| 2025. június 24.   | Simon Krisztián       | magyar   | csatár      | 34  | visszavonult         | visszavonult          | 2025. évi nyári     | –              | –                  | [ 11 ] |
| 2025. június 25.   | Vincent Onovo         | nigériai | középpályás | 29  | klub nélküli         | lejárt a szerződése   | 2025. évi nyári     | –              | –                  | [ 12 ] |
| 2025. július 7.    | Tóth Ákos             | magyar   | csatár      | 20  | FC Ajka              | kölcsönbe             | 2025. évi nyári     | 2026. 06. 30.  | –                  | [ 13 ] |
| 2025. július 10.   | Dékei Márk            | magyar   | középpályás | 22  | Videoton FC Fehérvár | kölcsönbe             | 2025. évi nyári     | 2026. 06. 30.  | –                  | [ 14 ] |
| 2025. július 22.   | Svékus Olivér         | magyar   | kapus       | 18  | Videoton FC Fehérvár | kölcsönbe             | 2025. évi nyári     | 2026. 06. 30.  | –                  | [ 15 ] |
| 2025. július 25.   | Baranyai Nimród       | magyar   | hátvéd      | 21  | Kazincbarcikai SC    | kölcsönbe             | 2025. évi nyári     | 2026. 06. 30.  | –                  | [ 16 ] |
| 2025. július 26.   | Dénes Adrián          | magyar   | csatár      | 21  | BVSC-Zugló           | kölcsönbe             | 2025. évi nyári     | 2026. 06. 30.  | –                  | [ 17 ] |
| 2025. július 30.   | Babós Levente         | magyar   | hátvéd      | 21  | Diósgyőri VTK        | kölcsönbe             | 2025. évi nyári     | 2026. 06. 30.  | –                  | [ 18 ] |
| 2025. július 30.   | Mucsányi Miron        | magyar   | középpályás | 19  | Diósgyőri VTK        | kölcsönbe             | 2025. évi nyári     | 2026. 06. 30.  | –                  | [ 18 ] |
| 2025. augusztus 8. | Ognjen Radošević      | szerb    | középpályás | 22  | FK Borac Banja Luka  | szerződést bontott    | 2025. évi nyári     | 2028. 06. 30.  | ingyen             | [ 19 ] |

### Hosszabbítások
| Dátum            | Név          | Nemzet | Poszt  | Kor | Átigazolási időszak | Szerződés vége | Forrás |
| ---------------- | ------------ | ------ | ------ | --- | ------------------- | -------------- | ------ |
| 2025. június 16. | Fiola Attila | magyar | hátvéd | 35  | 2025. évi nyári     | 2026. 06. 30.  | [ 20 ] |
| 2025. június 24. | Banai Dávid  | magyar | kapus  | 31  | 2025. évi nyári     | Nem publikus   | [ 21 ] |

### Profi szerződést kapott
| Dátum | Név | Nemzet | Poszt | Kor | Átigazolási időszak | Szerződés vége | Forrás |
| ----- | --- | ------ | ----- | --- | ------------------- | -------------- | ------ |

## Játékoskeret
Utolsó módosítás: 2025. július 30.
A vastaggal jelzett játékosok felnőtt válogatottsággal rendelkeznek.
A dőlttel jelzett játékosok kölcsönben szerepelnek a klubnál.
*A második csapatban is pályára lépő játékos.
**Kooperációs szerződéssel a BVSC csapatában is pályára léphet.
Az érték oszlopban szereplő , , és = jelek azt mutatják, hogy a Transfermarkt legutóbbi adatfrissítése előtti állapothoz képest mennyit nőtt, csökkent a játékos értéke, vagy ha nem változott, akkor azt az = jel mutatja.
| Mezszám                | Név                   | Nemzetiség | Születési hely | Születési idő (kor)            | Korábbi csapat           | Érték (€)            | Szerződés lejárta |
| Kapusok                | Kapusok               | Kapusok    | Kapusok        | Kapusok                        | Kapusok                  | Kapusok              | Kapusok           |
| ---------------------- | --------------------- | ---------- | -------------- | ------------------------------ | ------------------------ | -------------------- | ----------------- |
| 23                     | Banai Dávid           | magyar     | Budapest       | 1994. május 9. (31 éves)       | Utánpótlásból került fel | 250 000 (=)          | Nem publikus      |
| 93                     | Riccardo Piscitelli   | ITA        | Vimercate      | 1993. október 10. (31 éves)    | Mezőkövesd Zsóry FC      | 400 000 (=)          | Nem publikus      |
| 99                     | Juhász Bence**        | magyar     | Budapest       | 2005. szeptember 13. (19 éves) | Mezőkövesd Zsóry FC      | 150 000 ( 50 000)    | Nem publikus      |
| Védők                  |                       |            |                |                                |                          |                      |                   |
| 3                      | Fehér Csanád*         | magyar     | Szolnok        | 2002. június 13. (23 éves)     | Utánpótlásból került fel | 125 000 (=)          | Nem publikus      |
| 5                      | Davit Kobouri         | GEO        | Telavi         | 1998. január 24. (27 éves)     | SZK Dinamo Tbiliszi      | 400 000 (=)          | Nem publikus      |
| 22                     | Tamás Krisztián       | magyar     | Budapest       | 1995. április 18. (30 éves)    | Budapest Honvéd FC       | 300 000 ( 50 000)    | Nem publikus      |
| 24                     | Tiago Gonçalves       | portugál   | Cascais        | 2000. augusztus 18. (25 éves)  | FC Hermannstadt          | 1 000 000 ( 350 000) | Nem publikus      |
| 30                     | João Nunes            | portugál   | Setúbal        | 1995. november 19. (29 éves)   | Casa Pia AC              | 600 000 (=)          | Nem publikus      |
| 33                     | Bese Barnabás         | magyar     | Budapest       | 1994. május 6. (31 éves)       | Fehérvár FC              | 500 000 (=)          | Nem publikus      |
| 35                     | André Duarte          | portugál   | Sacavém        | 1997. szeptember 12. (27 éves) | NK Osijek                | 1 000 000 ( 300 000) | Nem publikus      |
| 44                     | Gergényi Bence        | magyar     | Budapest       | 1998. március 16. (27 éves)    | Fehérvár FC              | 550 000 ( 50 000)    | Nem publikus      |
| 46                     | Mándi Naruki Milán**  | magyar     | Oszaka         | 2006. július 15. (19 éves)     | Utánpótlásból került fel | -                    | Nem publikus      |
| 55                     | Fiola Attila          | magyar     | Szekszárd      | 1990. február 17. (35 éves)    | Fehérvár FC              | 400 000 (=)          | 2026. 06. 30.     |
| 74                     | Kaczvinszki Dominik** | magyar     | Miskolc        | 2006. március 1. (19 éves)     | Budapest Honvéd FC       | 250 000 ( 150 000)   | Nem publikus      |
| Középpályások          |                       |            |                |                                |                          |                      |                   |
| 6                      | Damian Rasak          | lengyel    | Toruń          | 1996. február 8. (29 éves)     | KS Górnik Zabrze         | 800 000 ( 100 000)   | 2027. 06. 30.     |
| 8                      | Arijan Ademi          | macedón    | Šibenik        | 1991. május 29. (34 éves)      | GNK Dinamo Zagreb        | 300 000 ( 200 000)   | Nem publikus      |
| 10                     | Tajti Mátyás          | magyar     | Budapest       | 1998. június 2. (27 éves)      | Zalaegerszegi TE FC      | 450 000 ( 50 000)    | Nem publikus      |
| 11                     | Horváth Krisztofer    | magyar     | Hévíz          | 2002. január 8. (23 éves)      | Torino FC                | 1 200 000 (=)        | Nem publikus      |
| 18                     | Tom Lacoux            | francia    | Bordeaux       | 2002. január 25. (23 éves)     | FC Girondins de Bordeaux | 900 000 ( 100 000)   | Nem publikus      |
| 21                     | Helmich Pál*          | magyar     | Budapest       | 2004. november 20. (20 éves)   | Kecskeméti TE            | 200 000 (=)          | Nem publikus      |
| 26                     | Geiger Bálint*        | magyar     | Csengőd        | 2004. március 26. (21 éves)    | Utánpótlásból került fel | 300 000 (=)          | Nem publikus      |
| 37                     | Mező Dezső*           | magyar     | Budapest       | 2005. április 28. (20 éves)    | Utánpótlásból került fel | -                    | Nem publikus      |
| 88                     | Matija Ljujić         | szerb      | Prijepolje     | 1993. október 28. (31 éves)    | MK Hapóél Haifa          | 550 000 ( 50 000)    | 2026. 12. 31.     |
| Támadók                |                       |            |                |                                |                          |                      |                   |
| 7                      | Giorgi Beridze        | grúz       | Mestia         | 1997. május 12. (28 éves)      | Kocaelispor              | 750 000 ( 50 000)    | Nem publikus      |
| 9                      | Fran Brodić           | horvát     | Zágráb         | 1997. január 8. (28 éves)      | GNK Dinamo Zagreb        | 1 000 000 ( 400 000) | Nem publikus      |
| 17                     | Aljoša Matko          | szlovén    | Novo Mesto     | 2000. március 29. (25 éves)    | NK Celje                 | 1 000 000 (=)        | Nem publikus      |
| 32                     | George Ganea          | román      | Bukarest       | 1999. május 26. (26 éves)      | FC Universitatea Craiova | 150 000 (=)          | Nem publikus      |
| 34                     | Milan Tučić           | szlovén    | Ljubljana      | 1996. augusztus 15. (29 éves)  | NK Bravo                 | 350 000 ( 50 000)    | Nem publikus      |
| 38                     | Sarkadi Kristróf**    | magyar     | –              | 2006. április 6. (19 éves)     | Utánpótlásból került fel | -                    | Nem publikus      |
| 39                     | Gleofilo Vlijter      | SUR        | Paramaribo     | 1999. szeptember 17. (25 éves) | OFK Beograd              | 1 200 000 (=)        | Nem publikus      |
| 45                     | Iuri Medeiros         | portugál   | Horta          | 1994. július 10. (31 éves)     | Hapóél Beér-Seva FC      | 2 700 000 ( 300 000) | Nem publikus      |
| Kölcsönadott játékosok |                       |            |                |                                |                          |                      |                   |
| Név                    | Poszt                 | Nemzetiség | Születési hely | Születési idő                  | Kölcsönben itt           | Érték (€)            | Kölcsön lejárta   |
| Varga Balázs           | középpályás           | magyar     | Baja           | 2003. október 23. (21 éves)    | Budafoki MTE             | 150 000              | 2026.06.30.       |
| Tóth Ákos              | csatár                | magyar     | –              | 2005. február 8. (20 éves)     | FC Ajka                  | -                    | 2026.06.30.       |
| Dékei Márk             | középpályás           | magyar     | Budapest       | 2003. június 10. (22 éves)     | Videoton FC Fehérvár     | 150 000              | 2026.06.30.       |
| Svékus Olivér          | kapus                 | magyar     | Budapest       | 2006. szeptember 6. (18 éves)  | Videoton FC Fehérvár     | -                    | 2026.06.30.       |
| Dénes Adrián           | csatár                | magyar     | Orosháza       | 2004. április 15. (21 éves)    | BVSC-Zugló               | 200 000              | 2026.06.30.       |
| Baranyai Nimród        | védő                  | magyar     | Debrecen       | 2003. augusztus 6. (22 éves)   | Kazincbarcikai SC        | 225 000              | 2026.06.30.       |
| Babós Levente          | védő                  | magyar     | Szeged         | 2004. január 16. (21 éves)     | Diósgyőri VTK            | 125 000              | 2026.06.30.       |
| Mucsányi Miron         | középpályás           | magyar     | Budapest       | 2005. október 14. (19 éves)    | Diósgyőri VTK            | 50 000               | 2026.06.30.       |

## Klubvezetés és szakmai stáb
| Klubvezetés                  | Klubvezetés       | Szakmai stáb          | Szakmai stáb             |
| ---------------------------- | ----------------- | --------------------- | ------------------------ |
| Elnök                        | Ratatics Péter    | Vezetőedző            | Damir Krznar             |
| Ügyvezető igazgató           | Benczédi Balázs   | Asszisztens edző      | Aleš Mertelj             |
| Vezető játékosmegfigyelő     | Varga Samu        | Asszisztens edző      | Nikola Mitrović          |
| Játékosmegfigyelő            | Kéri Péter        | Asszisztens edző      | Vedran Attias            |
| Játékosmegfigyelő            | Mersits Botond    | Csapatmenedzser       | Páll Áron                |
| Scouting elemző              | Juhár Tamás       | Vezető fitnesszedző   | Luka Krkljes             |
| Utánpótlás operatív igazgató | Víg Péter         | Fitnesszedző          | Radó Dániel              |
| Utánpótlás-szakmai tanácsadó | Dragan Mladenović | Vezető fizioterapeuta | Zarko Milovanovic        |
| Kommunikációs vezető         | Pécsi Márk        | Vezető fizioterapeuta | Purger Szilárd           |
|                              |                   | Fizioterapeuta        | Obrenovic-Varga Dorottya |
| Aleksandar Jovetic           |                   | Fizioterapeuta        |                          |
| Kapusedző                    | Elbert András     |                       |                          |
| Videóelemző                  | Benczés Balázs    |                       |                          |
| Technikai vezető             | Zsitva Babett     |                       |                          |
| Masszőr                      | Hénap Kálmán      |                       |                          |
| Masszőr                      | Kádár József      |                       |                          |
| Szertáros                    | Nagy Tamás        |                       |                          |
| Orvos                        | Dr. Kollár Iván   |                       |                          |
| Orvos                        | Dr. Lestár Péter  |                       |                          |
| Orvos                        | Dr. Sydó Nóra     |                       |                          |
| Rehabilitációs edző          | Borlai Gerzson    |                       |                          |
| Pszichológus                 | Bartók Réka       |                       |                          |
| Dietetikus                   | Konyári Adrienn   |                       |                          |

## Statisztikák
Ezek a statisztikák csak a Fizz Ligára vonatkoznak.

### Gólok
| Helyezés | Játékos             | Lőtt gólok |
| -------- | ------------------- | ---------- |
| 1.       | Horváth Krisztrofer | 2          |
| 2.       | Aljoša Matko        | 1          |
| 2.       | Giorgi Beridze      | 1          |

### Gólpasszok
| Helyezés | Játékos        | Gólpasszok |
| -------- | -------------- | ---------- |
| 1.       | Fran Brodić    | 1          |
| 1.       | Gergényi Bence | 1          |
| 1.       | Fiola Attila   | 1          |
| 1.       | André Duarte   | 1          |
| 1.       | Giorgi Beridze | 1          |

### Öngólok
| Helyezés | Játékos | Öngólok |
| -------- | ------- | ------- |

### Sárga lapok
| Helyezés | Játékos             | Sárgalap |
| -------- | ------------------- | -------- |
| 1.       | Arijan Ademi        | 3        |
| 1.       | Horváth Krisztrofer | 3        |
| 2.       | Fran Brodić         | 2        |
| 3.       | Matija Ljujić       | 1        |
| 3.       | André Duarte        | 1        |
| 3.       | Tiago Gonçalves     | 1        |

### Piros lapok
| Helyezés | Játékos    | Piroslap |
| -------- | ---------- | -------- |
| 1.       | Tom Lacoux | 1        |

### Kapusstatisztika
| Játékos             | Mérkőzés   | Bekapott gólok | Gól nélkül lehozott találkozók |
| ------------------- | ---------- | -------------- | ------------------------------ |
| Riccardo Piscitelli | 4 mérkőzés | 5              | 0                              |

### Edzői statisztika
A dőlttel jelzett név = megbízott edző.
| Edző         | Mérkőzés | Gy | D | V | RG | KG | GK | GY% |
| ------------ | -------- | -- | - | - | -- | -- | -- | --- |
| Damir Krznar | 4        | 1  | 1 | 2 | 5  | 5  | +0 | 25% |

### Játékvezetői statisztika
| Játékvezető    | Mérkőzés | Gy | D | V | Sárga lap | kiállítva | GY%  |
| -------------- | -------- | -- | - | - | --------- | --------- | ---- |
| Berke Balázs   | 1        | 0  | 0 | 1 | 2         | 0         | 0%   |
| Bognár Tamás   | 1        | 1  | 1 | 0 | 3         | 0         | 100% |
| Derdák Marcell | 1        | 0  | 1 | 0 | 3         | 1         | 0%   |
| Rúsz Márton    | 1        | 0  | 0 | 1 | 3         | 0         | 0%   |

### Ellenfél statisztika
| Csapat        | Mérkőzés | Gy | D | V | RG | KG | GK | GY%  |
| ------------- | -------- | -- | - | - | -- | -- | -- | ---- |
| Diósgyőri VTK | 1        | 1  | 0 | 0 | 3  | 1  | +2 | 100% |
| Győri ETO FC  | 1        | 0  | 1 | 0 | 1  | 1  | +0 | 0%   |
| Paksi FC      | 1        | 0  | 0 | 1 | 1  | 2  | –1 | 0%   |
| Kisvárda FC   | 1        | 0  | 0 | 1 | 0  | 1  | –1 | 0%   |

### A forduló csapata
| Forduló    | Értékelő oldal | Játékos             | Forduló kezdője | Forduló játékosa |
| ---------- | -------------- | ------------------- | --------------- | ---------------- |
| 1. forduló | M4 Sport       | Horváth Krisztofer  | igen            | –                |
| 1. forduló | M4 Sport       | Aljoša Matko        | igen            | –                |
| 1. forduló | Nemzeti Sport  | Horváth Krisztofer  | igen            | –                |
| 1. forduló | Nemzeti Sport  | Aljoša Matko        | igen            | –                |
| 1. forduló | Csakfoci.hu    | Horváth Krisztofer  | igen            | –                |
| 1. forduló | Csakfoci.hu    | Bese Barnabás       | igen            | –                |
| 1. forduló | Csakfoci.hu    | Aljoša Matko        | igen            | –                |
| 1. forduló | Sofascore      | Aljoša Matko        | igen            | –                |
| 1. forduló | Sofascore      | André Duarte        | igen            | –                |
| 1. forduló | Sofascore      | Riccardo Piscitelli | igen            | –                |
| 3. forduló | Sofascore      | Aljoša Matko        | igen            | –                |

#### Forduló edzője
| Forduló    | Médium      | Forduló edzője |
| ---------- | ----------- | -------------- |
| 1. forduló | M4 Sport    | igen           |
| 1. forduló | Csakfoci.hu | igen           |

#### Forduló gólja
| Forduló    | Játékos            | Helyezés |
| ---------- | ------------------ | -------- |
| 1. forduló | Horváth Krisztofer | 3. hely  |
| 3. forduló | Aljoša Matko       | 1. hely  |

#### Forduló védése
| Forduló    | Játékos             | Helyezés |
| ---------- | ------------------- | -------- |
| 2. forduló | Riccardo Piscitelli | 2. hely  |
| 3. forduló | Riccardo Piscitelli | 1. hely  |
| 3. forduló | Riccardo Piscitelli | 3. hely  |

## Mezek
Szerelés gyártója: Puma
Mezszponzor: MOL, Tippmix, 11TeamSports, Toyota Schiller

## Felkészülési mérkőzések
Edzőtáborok:
 Nyári:  Szlovénia
 Téli:  

### Nyári
| 2025. június 28. 10:30 |

| Újpest FC                            | 2–2               | Komáromi FC                          |
| ------------------------------------ | ----------------- | ------------------------------------ |
| Tajti Mátyás 25' Sarkadi Kristóf 52' | (1–2) Jegyzőkönyv | Christian Bayemi 9' Tamás Nándor 38' |

| Tábor utcai sporttelep, Budapest Nézőszám: zártkapus |

- Újpest: Banai ( Juhász B. 30',  Piscitelli 60') – Bese ( Mándi-Naruki 30',  Baranyai 60'), Nunes ( Babós 46'), Kaczvinszki ( Duarte 46'), Gergényi ( Dénes A. 30',  Kobouri 60') – Rasak ( Geiger 46'), Fiola ( Lacoux 46') – Matko ( Ljujic 46'), Tajti ( Mucsányi Mi. 30',  Ademi 60'), Horváth K. ( Beridze 46') – Tucic ( Sarkadi 30',  Ganea 60') Vezetőedző: Damir Krznar
- Komárom: Dlubac – Krcik, Pillár, Spiriak, Rudzan – Smehyl, Ozvolda, Zák – Tamás N., Bayemi, Boda Vezetőedző: Radványi Miklós

| 2025. július 4. 17:00 |

| Újpest FC          | 1–0               | FC Košice |
| ------------------ | ----------------- | --------- |
| Giorgi Beridze 11' | (1–0) Jegyzőkönyv |           |

| Tábor utcai sporttelep, Budapest Nézőszám: zártkapus Játékvezető: Ujhelyi Tamás |

- Újpest: Piscitelli ( Banai 46') – Mándi-Naruki ( Bese 46'), Nunes ( Babós 46'), Duarte ( Fiola 46'), Gergényi ( Kobouri 46') – Lacoux ( Mucsányi Mi. 46'), Rasak ( Ademi 46'), ( Mándi-Naruki 60')– Ganea ( Matko 46') , Ljujic ( Dénes 46'), Beridze ( Horváth K. 46',  Ljujic 77')  – Tucic ( Brodic 46') Vezetőedző: Damir Krznar
- Kassa: Sípos – Kruzliak, Krivák, Jakubko, Madlenák, Metu, Jakúbek, Palacín, Jones, Cerepkai, Miljanic Vezetőedző: Roman Skuhravy

| 2025. július 9. 17:30 |

| Újpest FC                           | 2–4               | GNK Dinamo Zagreb                                               |
| ----------------------------------- | ----------------- | --------------------------------------------------------------- |
| Giorgi Beridze 29' Aljoša Matko 37' | (2–1) Jegyzőkönyv | Gabriel Vidović 57' Robert Mudražija 57, 81' Patrik Horvat 108' |

| Radomlje Nézőszám: zártkapus Játékvezető: Jure Andrejka |

- Újpest: Juhász B. ( Banai 61') – Fiola ( Kobouri 96'), Kobouri ( Babós 61'), Duarte ( Nunes 61') – Gergényi ( Dénes 61') – Lacoux ( Mucsányi Mi. 82'), Ljujic ( Rasak 61') – Beridze ( Ganea 62'), Horváth ( Bese 61'), Matko ( Medeiros 94') – Tucic ( Tajti 82') Vezetőedző: Damir Krznar
- Dinamo Zagreb: Nevistic – Pierre-Gabriel, Galesic, Theophile, Pérez Vinlöf – Villar; Lisica, Ljubicic, Stojkovic, Vidovic – Kulenovic második 60 perc: Cavlina – Spikic, Dominguez, Jakirovic ( Zivkovic 103'), Goda – Soldo; Topic, Mudrazija, Bulat, Hoxha – Kulusic ( Horvat 103') Vezetőedző: Mario Kovacevic

| 2025. július 13. 17:00 |

| Újpest FC | 0–0               | FK Krivbasz Krivij Rih |
| --------- | ----------------- | ---------------------- |
|           | (0–0) Jegyzőkönyv |                        |

| Radomlje Nézőszám: zártkapus |

- Újpest: Piscitelli ( Juhász B. 59') – Bese ( Babós 78'), Kobouri, Duarte, Gergényi – Rasak ( Ademi 46'), Horváth ( Mucsányi Mi. 78'), Fiola ( Lacoux 46') – Matko ( Tucic 63'), Brodic ( Medeiros 46'), Ganea ( Vlijter 32',  Ganea 78') Vezetőedző: Damir Krznar
- Krivbasz: Khoma – Jurcec, Konaté, Vilivald, Bekavac, Bandeira, Kamenskyi, Tverdokhlib, Zaderaka, Mykytyshyn, Mendoza Vezetőedző: Patrick van Leeuwen

| 2025. július 18. 17:15 |

| Újpest FC        | 1–0               | NK Osijek |
| ---------------- | ----------------- | --------- |
| Aljoša Matko 82' | (0–0) Jegyzőkönyv |           |

| Radomlje Nézőszám: zártkapus |

- Újpest: Piscitelli – Bese ( Fiola 46'), Nunes ( Kobouri 46'), Duarte ( Babós 85'), Gergényi ( Dénes 65') – Rasak ( Vlijter 46'), Lacoux ( Mucsányi Mi. 85') – Matko ( Ganea 85'), Horváth ( Ljujic 65'), Medeiros ( Ademi 65') – Brodic ( Tucic 65') Vezetőedző: Damir Krznar
- Eszék: Curcija – Bilic ( Guedes 56'), Hasic ( Jelenic 56'), Kolarik ( Mkrtchyan 56'), Cvijanovic ( Bukvic 46'), Vrbanac ( Babec 56'), Mikolcic ( Grgic 32',  Vrbancic 56'), Farkas ( Omerovic 56'), Baric ( Zivkovic 56'), Zeravica ( Shopov 56'), Toure ( Jakupovic 56') Vezetőedző: Simon Rozman

## OTP Bank Liga
Sablon:A 2025–2026-os NBI tabellája

### Eredmények
H: Hazai | I: Idegenbeli | S: Semleges
|             | Forduló                  | Ellenfél                  | Helyszín | Eredmény    |                          | Forduló                           | Ellenfél | Helyszín    | Eredmény                 |                           | Forduló | Ellenfél | Helyszín | Eredmény |  |
| ----------- | ------------------------ | ------------------------- | -------- | ----------- | ------------------------ | --------------------------------- | -------- | ----------- | ------------------------ | ------------------------- | ------- | -------- | -------- | -------- |  |
| 1. forduló  | Diósgyőri VTK            | Szusza Ferenc Stadion (H) | 3–1      | 12. forduló | Diósgyőri VTK            | DVTK-stadion (I)                  | –        | 23. forduló | Diósgyőri VTK            | Szusza Ferenc Stadion (H) | –       |          |          |          |  |
| 2. forduló  | Győri ETO FC             | ETO Park (I)              | 1–1      | 13. forduló | Győri ETO FC             | Szusza Ferenc Stadion (H)         | –        | 24. forduló | Győri ETO FC             | ETO Park (I)              | –       |          |          |          |  |
| 3. forduló  | Paksi FC                 | Szusza Ferenc Stadion (H) | 1–2      | 14. forduló | Paksi FC                 | Fehérvári úti stadion (I)         | –        | 25. forduló | Paksi FC                 | Szusza Ferenc Stadion (H) | –       |          |          |          |  |
| 4. forduló  | Kisvárda FC              | Szusza Ferenc Stadion (H) | 0–1      | 15. forduló | Kisvárda FC              | Várkerti Stadion (I)              | –        | 26. forduló | Kisvárda FC              | Szusza Ferenc Stadion (H) | –       |          |          |          |  |
| 5. forduló  | Zalaegerszegi TE FC      | ZTE Aréna (I)             | –        | 16. forduló | Zalaegerszegi TE FC      | Szusza Ferenc Stadion (H)         | –        | 27. forduló | Zalaegerszegi TE FC      | ZTE Aréna (I)             | –       |          |          |          |  |
| 6. forduló  | MTK Budapest FC          | Szusza Ferenc Stadion (H) | –        | 17. forduló | MTK Budapest FC          | Hidegkuti Nándor Stadion (I)      | –        | 28. forduló | MTK Budapest FC          | Szusza Ferenc Stadion (H) | –       |          |          |          |  |
| 7. forduló  | Kazincbarcikai SC        | ? (I)                     | –        | 18. forduló | Kazincbarcikai SC        | Szusza Ferenc Stadion (H)         | –        | 29. forduló | Kazincbarcikai SC        | ? (I)                     | –       |          |          |          |  |
| 8. forduló  | Nyíregyháza Spartacus FC | Szusza Ferenc Stadion (H) | –        | 19. forduló | Nyíregyháza Spartacus FC | Új Nyíregyháza Városi Stadion (I) | –        | 30. forduló | Nyíregyháza Spartacus FC | Szusza Ferenc Stadion (H) | –       |          |          |          |  |
| 9. forduló  | Puskás Akadémia FC       | Pancho Aréna (I)          | –        | 20. forduló | Puskás Akadémia FC       | Szusza Ferenc Stadion (H)         | –        | 31. forduló | Puskás Akadémia FC       | Pancho Aréna (I)          | –       |          |          |          |  |
| 10. forduló | Ferencvárosi TC          | Szusza Ferenc Stadion (H) | –        | 21. forduló | Ferencvárosi TC          | Groupama Aréna (I)                | –        | 32. forduló | Ferencvárosi TC          | Szusza Ferenc Stadion (H) | –       |          |          |          |  |
| 11. forduló | Debreceni VSC            | Nagyerdei stadion (I)     | –        | 22. forduló | Debreceni VSC            | Szusza Ferenc Stadion (H)         | –        | 33. forduló | Debreceni VSC            | Nagyerdei stadion (I)     | –       |          |          |          |  |
|             |                          |                           |          |             |                          |                                   |          |             |                          |                           |         |          |          |          |  |

### Nézőszámok

#### Hazai nézőszámok
Növekvő sorrendben | *-al jelölt teltház
| Ellenfél      | Forduló    | Nézőszám |
| ------------- | ---------- | -------- |
| Diósgyőri VTK | 1. forduló | 10 011   |
| Paksi FC      | 3. forduló | 8650     |
| Kisvárda FC   | 4. forduló | 6794     |
| Összesen      | Összesen   | 25 455   |

#### Idegenbeli nézőszámok
Növekvő sorrendben | *-al jelölt teltház
| Ellenfél     | Forduló    | Nézőszám |
| ------------ | ---------- | -------- |
| Győri ETO FC | 2. forduló | 5410     |
| Összesen     | Összesen   | 5410     |

### Mérkőzések

#### Őszi szezon

##### 1. forduló
| 2025. július 25. 20:00 1. forduló |

| Újpest FC                                     | 3–1               | Diósgyőri VTK                 |
| --------------------------------------------- | ----------------- | ----------------------------- |
| Horváth Krisztofer 3', 45+1' Aljoša Matko 63' | (2–0) Jegyzőkönyv | Ivan Šaponjić 55 ' (11-esből) |

| Szusza Ferenc Stadion, Budapest Nézőszám: 10011 Játékvezető: Bognár Tamás |

- Újpest: Piscitelli – Bese, Nunes, Duarte, Gergényi – Lacoux ( Rasak 78') – Matko, Ljujic ( Beridze 78'), Ademi ( Fiola 59'), Horváth K. ( Medeiros 69') – Brodic ( Vlijter 78') Vezetőedző: Damir Krznar
- Diósgyőr: Sentic – Szakos, Kecskés, Sanicanin, Gera D. – Vallejo, Esiti ( Komlósi 90') – Acolatse ( Sajbán 85'), Bényei ( Mucsányi Má. 67'), Jurek ( Holdampf 67') – Saponjic Vezetőedző: Vladimir Radenkovics

##### 2. forduló
| 2025. augusztus 3. 20:00 2. forduló |

| Győri ETO FC           | 1–1               | Újpest FC          |
| ---------------------- | ----------------- | ------------------ |
| Oleksandr Pyshchur 94' | (0–0) Jegyzőkönyv | Giorgi Beridze 89' |

| ETO Park, Győr Nézőszám: 5410 Játékvezető: Derdák Marcell |

- Győr: Petras – Bíró ( Vladiou 72'), Krpic, Csinger, Stefulj – Anton, Décsy ( Vingler 72') – Njie ( Bánáti 46'), Gavric ( Tollár 72'), Bumba – Benbuali ( Piscsur 87') Vezetőedző: Borbély Balázs
- Újpest: Piscitelli – Fiola, Duarte, Koburi, Gergényi ( Goncalves 46') – Ademi ( Bese 79'), Ljujic ( Rasak 46'), Lacoux – Matko, Brodic ( Vlijter 61'), Horváth K. ( Beridze 46') Vezetőedző: Damir Krznar

##### 3. forduló
| 2025. augusztus 10. 20:00 3. forduló |

| Újpest FC        | 1–2               | Paksi FC                            |
| ---------------- | ----------------- | ----------------------------------- |
| Aljoša Matko 43' | (1–1) Jegyzőkönyv | Horváth Kevin 38' Lenzsér Bence 38' |

| Szusza Ferenc Stadion, Budapest Nézőszám: 8650 Játékvezető: Berke Balázs |

- Újpest: Piscitelli – Bese, Nunes, Duarte, Goncalves – Rasak ( Ljujic 78'), Ademi ( Fiola 57') – Matko, Horváth Kr. ( Medeiros 57'), Beridze ( Vlijter 80') – Brodic Vezetőedző: Damir Krznar
- Paks: Kovácsik – Lenzsér, Kinyik, Szekszárdi – Osváth, Papp, Gyurkits ( Windecker 79'), Horváth Ke. ( Hinora 87'), Silye – Hahn ( Tóth B. 63'), Szendrei ( Pető 63') Vezetőedző: Bognár György

##### 4. forduló
| 2025. augusztus 15. 20:15 4. forduló |

| Újpest FC | 0–1               | Kisvárda FC       |
| --------- | ----------------- | ----------------- |
|           | (0–0) Jegyzőkönyv | Novothny Soma 69' |

| Szusza Ferenc Stadion, Budapest Nézőszám: 6794 Játékvezető: Rúsz Márton |

- Újpest: Piscitelli – Bese ( Ljujic 55'), Joao Nunes ( Lacoux 74'), Duarte, Goncalves ( Tucic 74') – Fiola – Medeiros, Ademi – Matko ( Horváth K. 74'), Vlijter ( Brodic 55'), Beridze Vezetőedző: Damir Krznar
- Kisvárda: Popovics – Bíró B. ( Nagy K. 83'), Cipetic ( Jovicic 77'), Matic, Chlumecky, Soltész – Novothny ( Gyurkó 83'), Melnyik, Popoola, Mesanovic ( Matanovic 77') – Molnár G. ( Pintér 43') Vezetőedző: Gerliczki Máté